# Nada Mamula

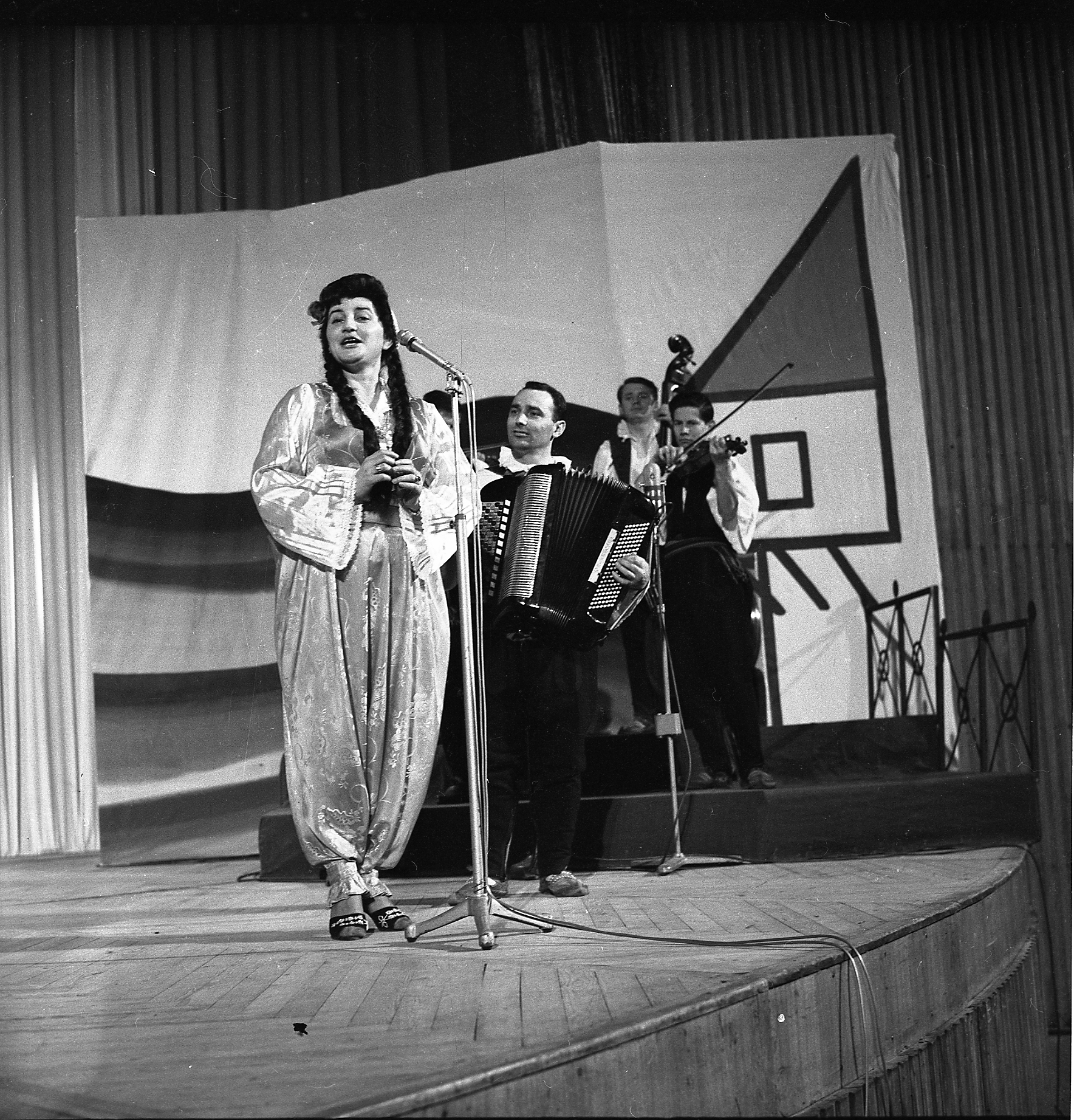

Nada Mamula (* 9. Januar 1927 in Belgrad; † 11. Oktober 2001 ebenda) war eine jugoslawische Sängerin.

## Leben und Werk
Die als Nada Vukičević geborene Sängerin begann bereits in ihrer Kindheit, serbische Volkslieder und Sevdalinkas zu singen. 1946 begann ihre Karriere, als sie zusammen mit anderen Musikern auf Radio Beograd sang. Bekannt ist ihre Interpretation des alten bosnischen Volksliedes Moj dilbere.
Kurze Zeit später heiratete sie den Bahnarbeiter Nikola Mamula. Das Paar konnte keine Kinder bekommen.
Sie bewarb sich als Solosängerin und wurde auf Grund ihrer tiefen Stimme prompt zum Star. Anfang der 1990er zog sie sich ins Privatleben zurück und gab keine Interviews mehr.

## Links und Quellen
- Biographie (auf Englisch)
- Eines ihrer bekanntesten Lieder